# Primera Dama de Bolivia
La primera dama de Bolivia es la representante presidencial en la Unidad de Apoyo de Gestión Sociales, cumple funciones de labor social y de protocolo, al acompañar al Presidente de Bolivia. La actual Primera Dama de Bolivia es Lourdes Brígida Durán Romero, esposa del presidente Luis Arce. 
Este papel es ejercido tradicionalmente por la cónyuge del presidente, sin embargo cuando el jefe del Ejecutivo es divorciado, viudo o soltero, o cuando la cónyuge del presidente no podía cumplir con el rol por alguna circunstancia, el título también se aplica a la hija o hermana del presidente del Estado. 

## Funciones
Las funciones de la primera dama están normadas en el Decreto Supremo 25214, del 30 de octubre de 1998, emitido por Hugo Banzer que, entre otras atribuciones, se le asigna la responsabilidad de promover políticas sociales y coordinar planes y programas de apoyo a favor de grupos sociales que no estén comprendidos dentro de la administración del órgano ejecutivo.

## Historia
En su condición de esposa del mariscal Antonio José de Sucre, 2° `presidente de Bolivia, Mariana Carcelen, aristócrata quiteña, se convirtió en la primera primera dama de Bolivia, durante los ocho días posteriores a su boda por poderes, entre el 20 y el 28 de abril de 1828, después de lo cual su marido renunciaría a la presidencia de ese país.
Al momento de llegar a la presidencia, Evo Morales, consideró que el título de primera dama era un "insulto a la mujer", por lo que oficialmente no llegó a ser usado por su hermana Esther Morales o su hija Eva Liz Morales, aunque en la práctica, si lo eran.
En el gobierno de Jeanine Añez, el cargo estuvo ocupado por su hija mayor Carolina Ribera Añez.